# Straßenbahn Aliquippa–West Economy
Die Straßenbahn Aliquippa–West Economy war ein Überlandstraßenbahnbetrieb im US-Bundesstaat Pennsylvania. Die Strecke war insgesamt 6,86 Kilometer lang und in einer Spurweite von 1588 Millimetern gebaut. Die Bahn verkehrte mit 550 Volt Gleichstrom.

Stillgelegte Straßenbahnschienen im Zentrum von Aliquippa, Juli 1938, im Hintergrund der Bus.

Die Bahn wurde von der Jones and Laughlin Steel Company gebaut, um die Arbeiter aus Economy und Ambridge zum Stahlwerk nach Woodlawn zu transportieren. Die südliche Endstelle befand sich an der Ambridge-Aliquppa-Brücke in West Economy. Der Stahlkonzern gründete am 22. November 1910 die Woodlawn and Southern Street Railway Company, die am 1. Januar 1912 die Straßenbahn eröffnete. Der Fuhrpark bestand anfangs aus zwei vierachsigen und zwei zweiachsigen Triebwagen sowie zwei vierachsigen Beiwagen. Der Fahrstrom wurde vom Stahlwerk bereitgestellt. Nur kurze Zeit nach der Eröffnung wurden jedoch die Beiwagen in Triebwagen umgebaut, da die Steigungen entlang der Strecke mit Beiwagen nur schwer zu bewältigen waren. Depot und Werkstatt der Bahn befanden sich im Gelände der Aliquippa and Southern Railroad, die ebenfalls dem Stahlwerk gehörte. Die Bahn verkehrte alle 30 Minuten, die Reisezeit betrug 25 Minuten.
1925 gründete der Stahlkonzern mit der Woodlawn and Southern Motor Coach Company ein Busunternehmen, das den Zubringerdienst zur Straßenbahn übernehmen sollte. Der Straßenbahnbetrieb konnte sich noch bis zum 27. März 1937 halten und wurde dann auf Busverkehr umgestellt.